# Aaron Stone
Aaron Stone ist die erste „Disney XD“-Original-Serie. Premiere feierte die Serie am Senderstart von Disney XD am 13. Februar 2009 und endete nach insgesamt 2 Staffeln mit 35 Folgen am 30. Juli 2010. Sie handelt von einem Jugendlichen namens Charlie Landers, der als Aaron Stone das Böse bekämpft.

## Handlung
Der 16-jährige Charlie Landers ist der beste Onlinespieler des Spiels Hero Rising und wurde auserwählt, das Böse in der realen Welt zu bekämpfen. Dabei benutzt er seinen Namen Aaron Stone, den er auch als seinen Nicknamen im Spiel trägt. Alle Handlungsstränge des Spiels sind auch in der realen Welt zu erkennen. Es gibt zum Beispiel jeden bösen Charakter aus dem Spiel auch in der Realität und manche Rätsel löst Aaron/Charlie dadurch, dass er sich an gespielte Sequenzen aus Hero Rising erinnert und die Lösungen der Aufgaben aus dem Spiel in die Realität übernimmt. Er kämpft gegen die Omega Defiance – einem Club genoptimierter Superhirne – und wird dabei von S.T.A.N. (Sensibler-Taktisch-Assistierender Neuhumanoid), einem Androiden, und anderen Spielern aus Hero Rising unterstützt.
Zu Beginn der zweiten Staffel entkommen zahlreiche Mutanten aus dem sogenannten Sektor 21, wo die Omega Defiance genetische Experimente an Menschen durchgeführt hat. Die Mutanten, angeführt von Damaged setzen sich das Ziel, die Omega Defiance zu vernichten und die Welt dazu zu bringen, sie als Freaks zu akzeptieren. Tatsächlich bringt Damaged General Cross um und hält Dr. Necros zu Anfang gefangen. Was aus Necros oder den restlichen Mitgliedern der Omega geschehen ist, ist unbekannt. Die entflohenen Mutanten haben unterschiedliche übermenschliche Fähigkeiten. So beherrscht Damaged beispielsweise Telekinese, Mr. Galapagos ist fähig, Elektrizität zu kontrollieren, und U ist ein Formwandler.

## Besetzung
| Rolle                             | Darsteller          | Deutscher Sprecher       |
| Hauptfiguren                      | Hauptfiguren        | Hauptfiguren             |
| --------------------------------- | ------------------- | ------------------------ |
| Charlie Landers / Aaron Stone     | Kelly Blatz         | Tobias Nath              |
| Jason Landers / Terminus Mag      | David Lambert       | Patrick Baehr            |
| Emma Lau / Dark Tamara            | Tania Gunadi        | Kaya Marie Möller        |
| S.T.A.N.                          | J. P. Manoux        | Tobias Lelle             |
| Nebenfiguren                      |                     |                          |
| T. Abner Hall                     | Martin Roach        | Tilo Schmitz             |
| Amanda Landers                    | Shauna MacDonald    | Sabine Jaeger            |
| Vas Mehta / Vasuvius              | Vasanth Saranga     | Julius Jellinek          |
| Ramdas „Ram“ Mehta / Lethal Lotus | Jesse Rath          | David Turba              |
| Percy Budnick                     | Rob Ramsay          |                          |
| Chase Ravenwood                   | Italia Ricci        | Magdalena Turba          |
| Harrison                          | Daniel DeSanto      | Filipe Pirl              |
| Elias Powers                      | Malcolm Travis      | Michael Deffert          |
| Eugene                            | Frank Cox-O'Connell | Dirk Petrick             |
| Jo                                | Meaghan Heffern     | Esra Vural               |
| Mitglieder der Omega Defiance     |                     |                          |
| Dr. Necros                        | Anthony J. Mifsud   | Torsten Michaelis        |
| Xero                              | Steven Yaffee       | Dirk Stollberg           |
| Helix                             | Xhemi Agaj          | Lutz Schnell             |
| Zefir                             | Tom McCamus         |                          |
| Cerebella                         | Serain Boylan       | Claudia Urbschat-Mingues |
| General Cross                     | Michael Copeman     | Gerald Paradies          |
| Kronis                            | Kent Staines        |                          |
| Sektor 21                         |                     |                          |
| Damaged                           | Greg Bryk           |                          |
| Ben Slivers                       | Scott Yaphe         |                          |
| Shackles                          | Matthew G. Taylor   |                          |
| Mr. Galapagos                     | Jordan Prentice     |                          |
| Hive                              | Brittany Gray       |                          |
| „U“                               | Paul Amos           |                          |
| Steeltrap                         | Marqus Bobesich     |                          |

## Ausstrahlung
| Staffel   | Episoden | Ausstrahlung (USA) Disney XD           | Ausstrahlung (Deutschland) Disney XD |
| --------- | -------- | -------------------------------------- | ------------------------------------ |
| Staffel 1 | 21       | 13. Februar 2009 bis 27. November 2009 | 9. Oktober 2009 bis 26. März 2010    |
| Staffel 2 | 14       | 24. Februar 2010 bis 30. Juli 2010     | 16. Oktober 2010 bis 13. Januar 2011 |

### Episodenliste
| Nummer (Gesamt) | Nummer (Staffel) | Originaltitel                  | Deutscher Titel        | Erstausstrahlung (Disney XD USA) | Erstausstrahlung (Disney XD Deutschland) |
| 01              | 01               | Hero Rising, Part 1            | Heldendämmerung (1)    | 13. Februar 2009                 | 1. Januar 2010                           |
| 02              | 02               | Hero Rising, Part 2            | Heldendämmerung (2)    | 13. Februar 2009                 | 7. Januar 2010                           |
| 03              | 03               | First Strike                   | Cyborg                 | 20. Februar 2009                 | 23. Oktober 2009                         |
| 04              | 04               | Time Out                       | Stillstand             | 2. März 2009                     | 16. Oktober 2009                         |
| 05              | 05               | Rockin' the Free World         | Gehirnwäsche           | 9. März 2009                     | 9. Oktober 2009                          |
| 06              | 06               | From Hero to Xero              | Hals über Kopf         | 16. März 2009                    | 30. Oktober 2009                         |
| 07              | 07               | Not So Friendly Skies, Part 1  | Absturz (1)            | 23. März 2009                    | 6. November 2009                         |
| 08              | 08               | Not So Friendly Skies, Part 2  | Absturz (2)            | 30. März 2009                    | 12. November 2009                        |
| 09              | 09               | In Hall We Trust               | Vertrauenssache        | 13. März 2009                    | 13. November 2009                        |
| 10              | 10               | My Two Stans                   | Stan X 2               | 20. April 2009                   | 20. November 2009                        |
| 11              | 11               | Xero Control                   | Der Kampfanzug         | 22. Juni 2009                    | 27. Dezember 2009                        |
| 12              | 12               | Cloudy with a Chance of Ninjas | Blitzschlag            | 29. Juni 2009                    | 4. Dezember 2009                         |
| 13              | 13               | Hunt Me? Hunt You!             | Venusfalle             | 6. Juli 2009                     | 11. Dezember 2009                        |
| 14              | 14               | Beastland                      | Beute                  | 13. Juli 2009                    | 18. Dezember 2009                        |
| 15              | 15               | Chuck or Charlie               | Zorn                   | 20. Juli 2009                    | 25. Dezember 2009                        |
| 16              | 16               | Mind Games                     | Künstliche Intelligenz | 27. Juli 2009                    | 8. Januar 2010                           |
| 17              | 17               | My Stakeout with S.T.A.N.      | Vergangenheit          | 3. August 2009                   | 15. Januar 2010                          |
| 18              | 18               | Dreamcast                      | Albtraum               | 7. Oktober 2009                  | 26. März 2010                            |
| 19              | 19               | S.T.A.N. By Me                 | Kampfmaschine          | 4. November 2009                 | 22. Januar 2010                          |
| 20              | 20               | Saturday Fight Fever           | Schulball              | 18. November 2009                | 29. Januar 2010                          |
| 21              | 21               | Game On                        | Geburtstag             | 27. November 2009                | 25. Februar 2010                         |

| Nummer (Gesamt) | Nummer (Staffel) | Originaltitel               | Deutscher Titel             | Erstausstrahlung (Disney XD USA) | Erstausstrahlung (Disney XD Deutschland) |
| 22              | 01               | Damage Control              | Schadensbegrenzung – Teil 1 | 24. Februar 2010                 | 16. Oktober 2010                         |
| 23              | 02               | In The Game Of The Father   | Schadensbegrenzung – Teil 2 | 24. Februar 2010                 | 16. Oktober 2010                         |
| 24              | 03               | Gauntlet, But Not Forgotten | Feuerkraft                  | 3. März 2010                     | 23. Oktober 2011                         |
| 25              | 04               | Photography                 | Blitzgewitter               | 10. März 2010                    | 30. Oktober 2010                         |
| 26              | 05               | Face-Off                    | Doppelgänger                | 17. März 2010                    | 11. November 2010                        |
| 27              | 06               | My Own Private Superhero    | Leibwache                   | 24. März 2010                    | 13. November 2010                        |
| 28              | 07               | Resident Weevil             | Käferplage                  | 16. Juni 2010                    | 20. November 2010                        |
| 29              | 08               | Run Aaron, Run              | Lauf, Aaron, lauf!          | 23. Juni 2010                    | 27. November 2010                        |
| 30              | 09               | Pack-Man                    | Rekruten                    | 30. Juni 2010                    | 16. Dezember 2010                        |
| 31              | 10               | Tracker & Field             | Der Kopfgeldjäger           | 7. Juli 2010                     | 18. Dezember 2010                        |
| 32              | 11               | Metal Gear Liquid           | Gedächtnisverlust           | 14. Juli 2010                    | 25. Dezember 2010                        |
| 33              | 12               | Sparks                      | Funken                      | 21. Juli 2010                    | 1. Januar 2011                           |
| 34              | 13               | Mutant Rain, Part One       | Mutanten-Regen – Teil 1     | 30. Juli 2010                    | 9. Januar 2011                           |
| 35              | 14               | Mutant Rain, Part Two       | Mutanten-Regen – Teil 2     | 30. Juli 2010                    | 13. Januar 2011                          |